# When We All Fall Asleep, Where Do We Go?
When We All Fall Asleep, Where Do We Go? (срп. Када се сви заспимо, где идемо?) je prvi studijski album od poznate američke pop pevačice Bili Ajliš. Objavljen je 29. marta 2019. godine od strane izdavačke kuće Darkrum i Interskop Rekords. Bili Ajliš je napisala tekst za većinu pesama ovog albuma, dok je njen brat Finias O'Konel zaslužan za produkciju albuma.
Dva singla „You Should See Me in a Crown” i „” su objavljena pre najave albuma, dok je treći singl „” pratio unapred naručene porudžbine ploče i naišao je na pozitivni prijem kritike. Nakon toga objavljena su još tri singla: „Wish You Were Gay”, single koji je bio broj jedan na Bilbord hot 100 „Bad Guy”, „All the Good Girls Go to Hell”. Singlovi „Come Out and Play” i „When I Was Older” su objavljeni kao bonus u deluks verziji albuma.
When We All Fall Asleep, Where Do We Go? je bio lepo prihvaćen od strane muzičke kritike i takođe je bio i komercijalni uspeh. Bio je broj jedan album u Sjedinjenim Američkim Državama, Kanadi i Velikoj Britaniji. Ajliš je u aprilu 2019. godine odlučila da započne turneju po imenu „Kad mi svi zaspimo”. Ona je takođe odlučila da započne i drugu turneju sledeće godine (2020. godine) po imenu „Gde mi idemo? Svetska Turneja”. Album je takođe zaradio i nekoliko nominacija na 62. godišnjim Gremi nagradama, uključujući nagrade: Najbolji novi muzičar, Album godine i Najbolji pop vokalni album. Pesma „Bad guy” je bila nominovana za Najbolju pesmu godine, i Najbolju pop solo performansu. Ajlišin brat O'Konel je bio nominovan za Producenta godine za njegov rad na albumu.

## Spisak pesama
Sve pesme je napisala Bili Ajliš u saradnji sa njenim bratom O'Konelom]. O'Konel je sam napisao tekst sedme i devete pesme. Bili je pomagala svom bratu u produkciji pesme „Bad guy”.
| №                | Naziv            | Trajanje |  |
| 1.               | !!!!!!!          | 0:14     |  |
| 2.               |                  | 3:14     |  |
| 3.               |                  | 4:04     |  |
| 4.               |                  | 3:01     |  |
| 5.               |                  | 2:49     |  |
| 6.               |                  | 3:42     |  |
| 7.               | (F. O'Konel)     | 3:16     |  |
| 8.               | 8                | 2:53     |  |
| 9.               | (F. O'Konel)     | 3:00     |  |
| 10.              |                  | 3:13     |  |
| 11.              |                  | 2:36     |  |
| 12.              |                  | 4:03     |  |
| 13.              |                  | 4:52     |  |
| 14.              |                  | 1:59     |  |
| Ukupno trajanje: | Ukupno trajanje: | 42:48    |  |

| №                | Naziv                        | Trajanje |  |
| 15.              |                              | 3:30     |  |
| 16.              | (muzika inspirisana filmom ) | 4:30     |  |
| Ukupno trajanje: | Ukupno trajanje:             | 50:48    |  |

Napomene
- Svi naslovi pesama su stilizovani u malim slovima, osim „When I Was Older”, koji je stilizovan sa svim velikim slovima.[1]
- sadrži neakreditovane vokale Mehki Rajn.[2]
- sadrži dijalog iz epizode „Ponoćni nivo pretnje”, koji je napisao B. Dž. Novak za američki sitkom Kaoncelarija. Dijalog izvode Novak, Stiv Korel, Ed Helms, Džon Krasinski, Mindi Kaling, Brajan Baumgartner, i Ejmi Rajan.[3]

## Spoljašnje veze
- When We All Fall Asleep, Where Do We Go? (мастер) на веб-сајту  (језик: енглески)